# Łyków
Łyków [pronunciación en polaco: /ˈwɨkuf/] es un pueblo ubicado en el distrito administrativo de Gmina Świnice Warckie, dentro del condado de Łęczyca, Voivodato de Łódź, en el centro de Polonia. Se encuentra a unos 8 kilómetros al este de Świnice Warckie, a 13 kilómetros al oeste de Łęczyca, y a 42 kilómetros al noroeste de la capital regional Łódź.